# Simichaur
Simichaur (en népalais : सिमीचौर) est un comité de développement villageois du Népal situé dans le district de Gulmi. Au recensement de 2011, il comptait 5 163 habitants.